# CIAM/NASA testovací model pro pevnostní zkoušky ve větrném tunelu

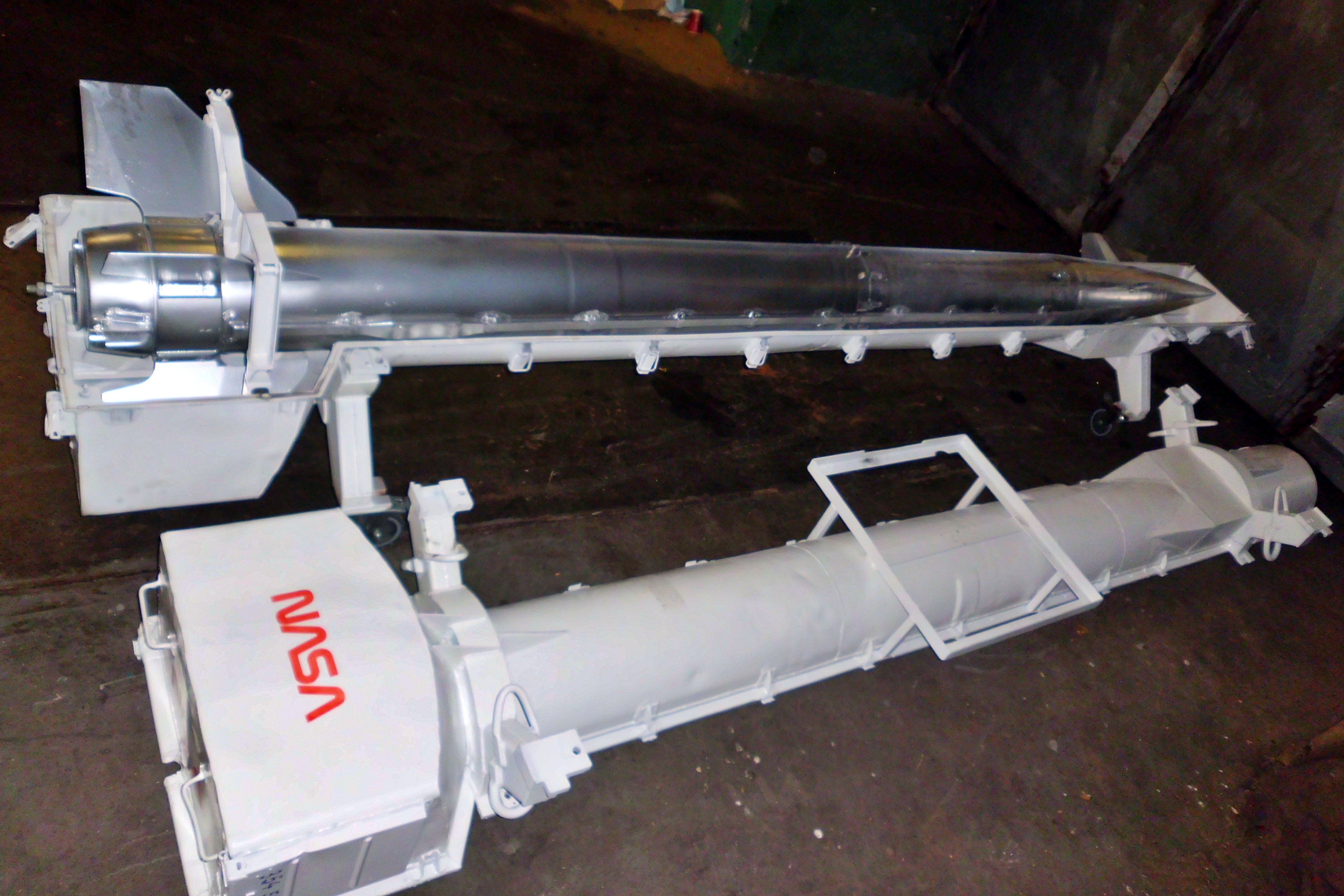
CIAM/NASA testovací model pro pevnostní zkoušky ve větrném tunelu, s transportním kufrem.

CIAM/NASA testovací model je určený pro pevnostní zkoušky ve větrném tunelu. Bývá vyroben ze sklolaminátového kompozitu, s kovovým povrchem. Křidélka a řídicí plochy na testovacím modelu jsou vyrobeny z duralu. Materiál ze skelných vláken použitý k výrobě modelu byl předchůdcem využití uhlíkových vláken. Testování modelu bylo důležitým vývojovým stupněm k použití modernějších materiálů v letectví a kosmonautice.
Zřejmě identické testovací modely byly použity v testech prováděných ve větrném tunelu laboratoře NASA Langley Research Center v USA. Jeden kus modelu je zde i v současnosti. Testovací model rakety, společně s projektem Kholod/Cholod, byl prvním společným projektem SSSR a USA po ukončení studené války.

## Parametry
- Délka modelu je 3,15 metru, průměr 20 cm, hmotnost cca 50 kg.
- 4 destabilizační plošky v přední (horní) části, napříč měřící 23 cm.
- 4 stabilizátory v zadní (spodní) části, napříč měřící 66 cm.
- Pro transport je určený přepravní kufr NASA.
- Výrobce: Centrální institut leteckých motorů (Central Institute of Aviation Motor), Ruská federace, ve spolupráci s NASA, výroba v letech 1970–1991.
- Počet dochovaných kusů: méně než 10.

## Dražby testovacích modelů CIAM/NASA
V roce 2017 došlo k vydražení jednoho CIAM/NASA modelu pro pevnostní zkoušky v aukční síni Sotheby's, v New Yorku. Vydražený model pochází ze sbírky raketového inženýra, odborníka na pohony scramjet profesora Alexandra Roudakova.
Testovací modely bývají předmětem i jiných aukcí, v roce 2019 od Aukční společnosti Breker, Kolín nad Rýnem, Německo, s vyvolávací cenou 12000 €.

## Související projekty
V rámci rozpočtu určeného na vývoj projektu vznikl i projekt Cholod (Холод) – raketa s pohonem typu scramjet, vytvořená za účelem překonání rychlosti 5,75 Ma.

## Fotogalerie

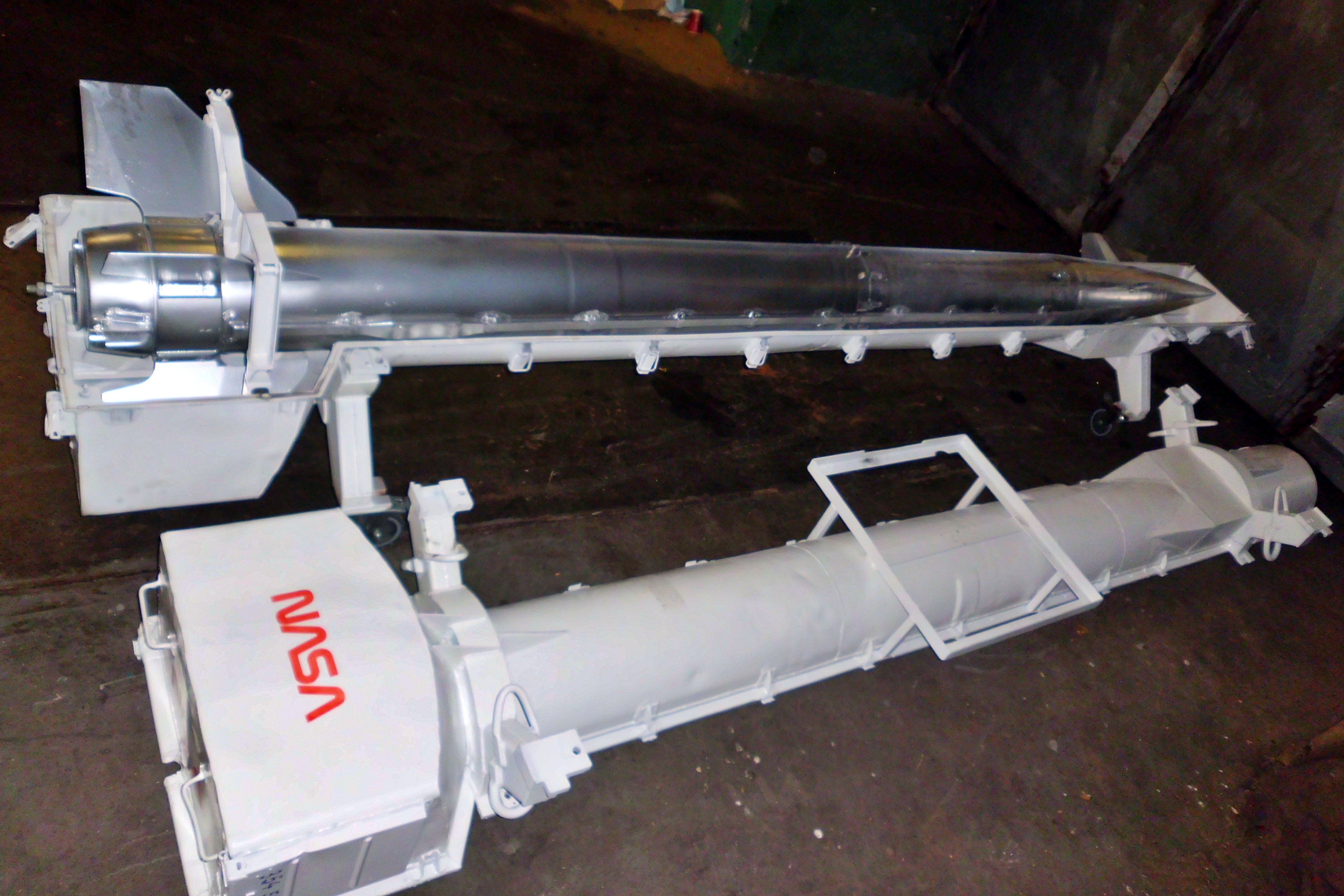
CIAM/NASA testovací model pro pevnostní zkoušky ve větrném tunelu s transportním kufrem NASA.
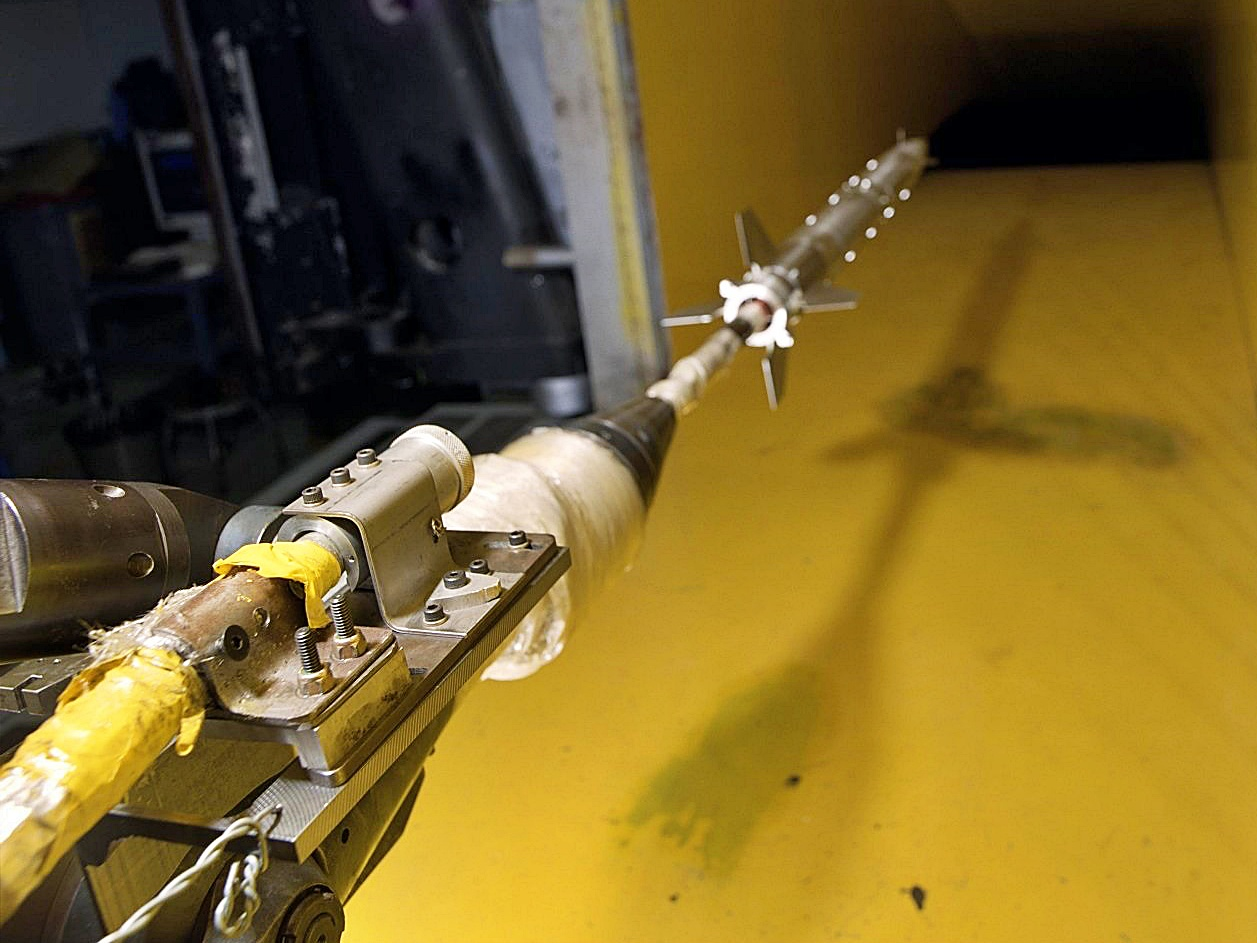
CIAM/NASA testovací model pro pevnostní zkoušky ve větrném tunelu.
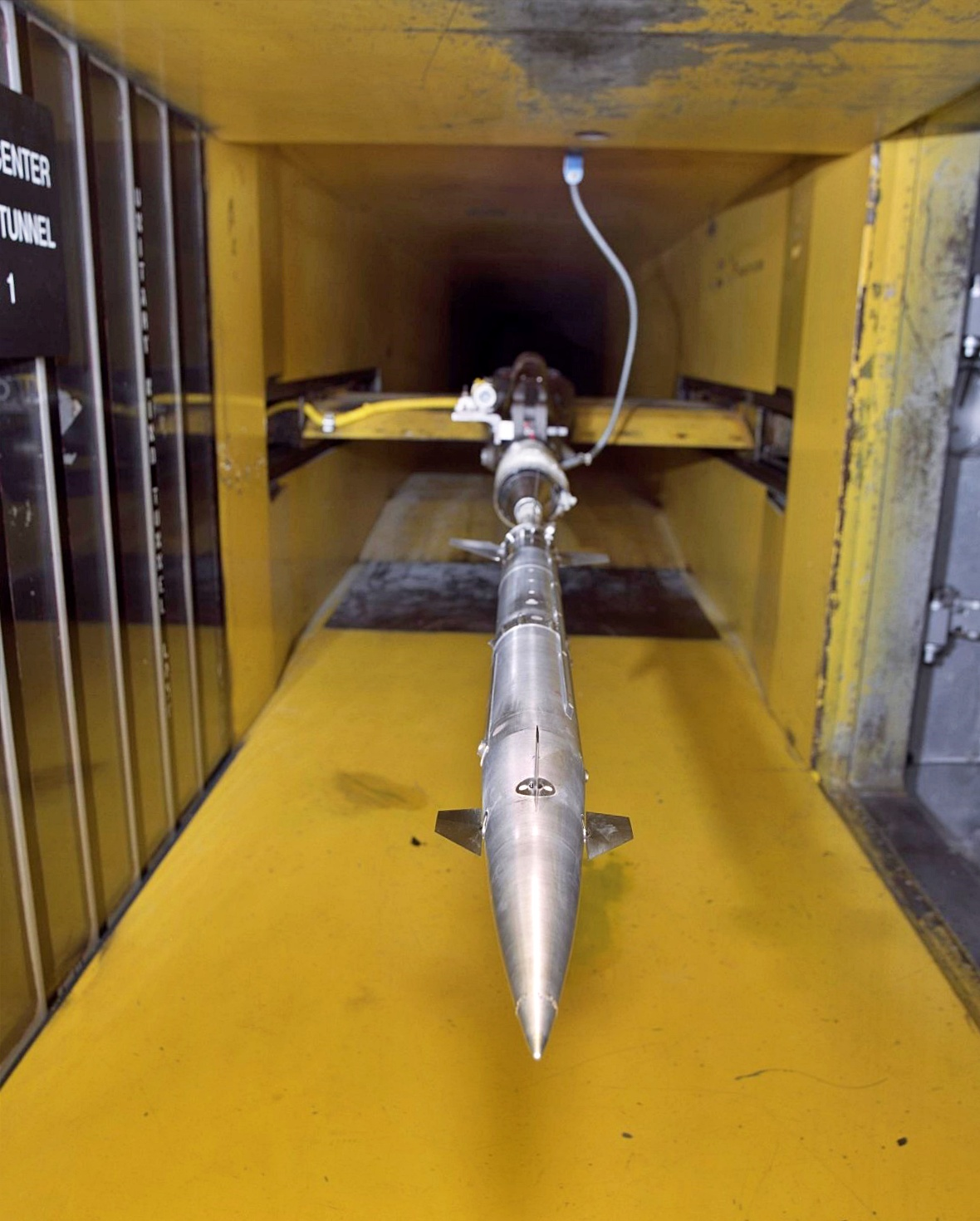
CIAM/NASA testovací model pro pevnostní zkoušky ve větrném tunelu.
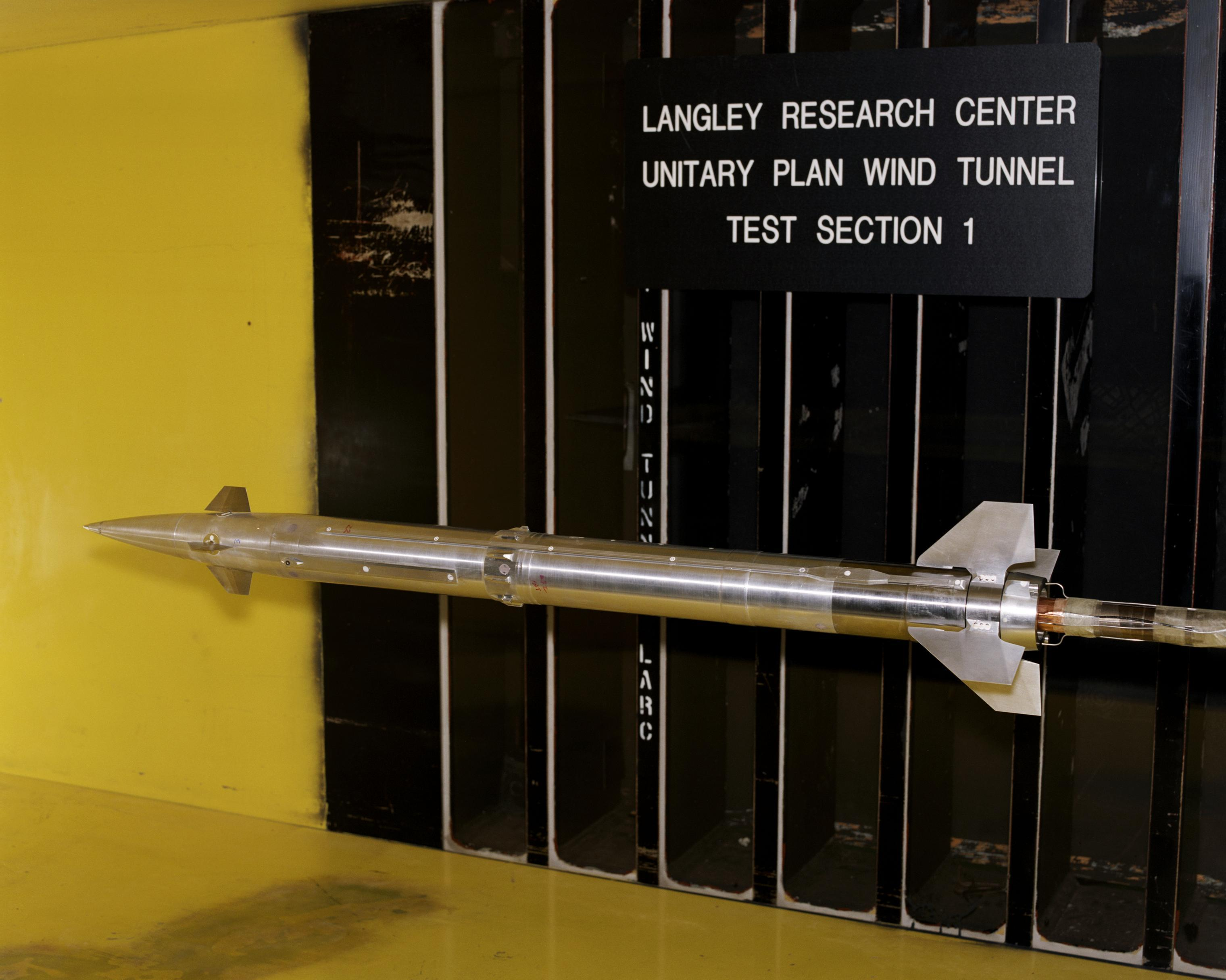
CIAM/NASA testovací model pro pevnostní zkoušky ve větrném tunelu.
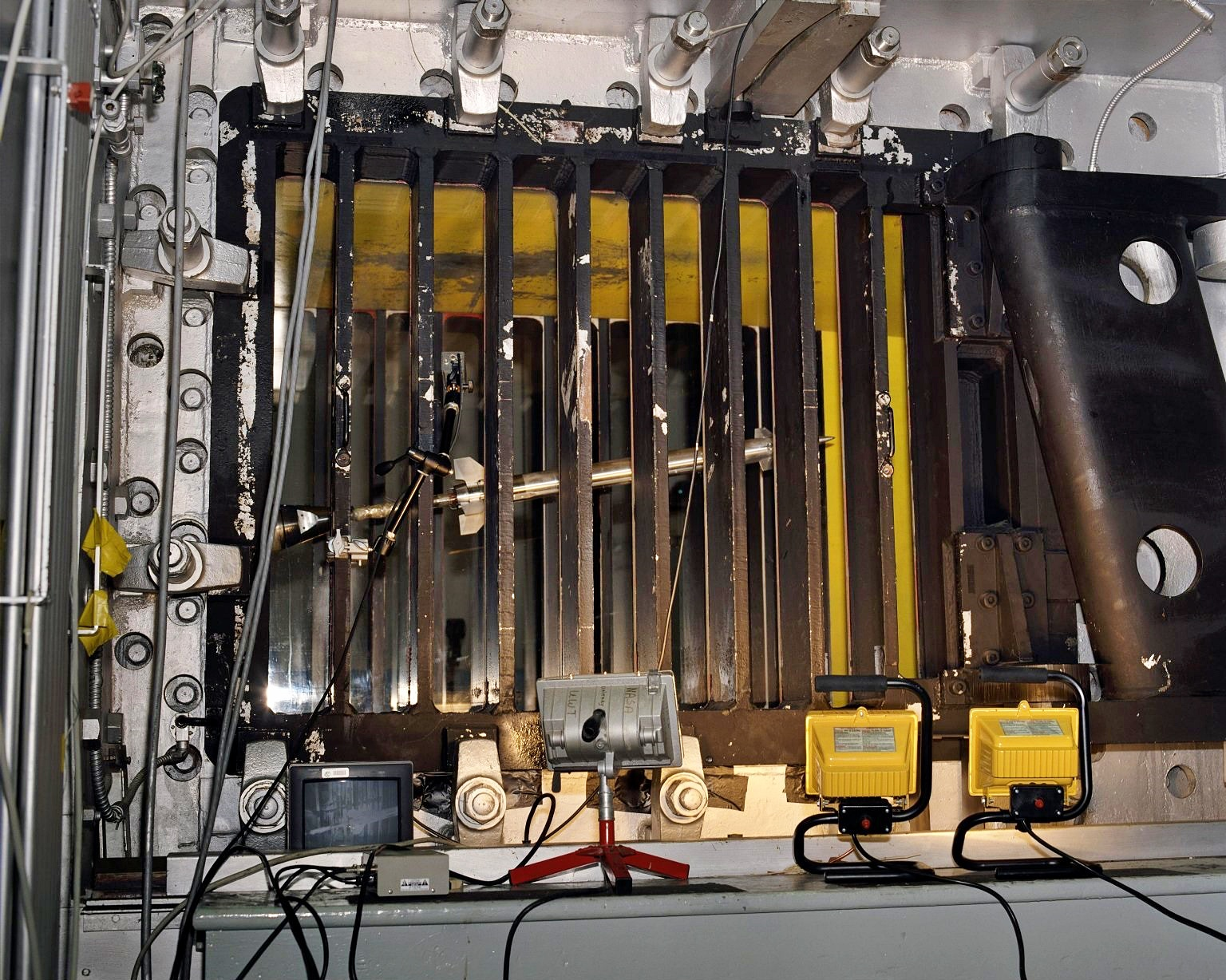
CIAM/NASA laboratoř pro pevnostní zkoušky ve větrném tunelu.